# Santa Catarina Yecahuízotl
Santa Catarina Yecahuízotl  es uno de los siete pueblos originarios de la alcaldía capitalina de Tláhuac (México). Se ubica en el extremo nororiental de la demarcación, en el límite con el municipio de Valle de Chalco Solidaridad y la delegación Iztapalapa. 
Santa Catarina limita al oriente con el Estado de México en el Eje 10 Sur y en la Autopista México- Puebla con las colonias María Isabel, Santiago, Del Carmen y Alfredo del Mazo del Municipio de Valle de Chalco Solidaridad, además con San Juan Tlalpizáhuac y Ampliación San Juan Tlalpizáhuac, también del Municipio ya antes mencionado. Al norte colinda con la Alcaldía Iztapalapa a través de las colonias de San Francisco Apolocalco, la Cañada y Campestre Potrero, comunicadas a través de las calles que cruzan el Parque El Zapote. Al sur poniente Santa Catarina limita con San Francisco Tlaltenco y las colonias Selene y Ampliación Selene, por medio del Eje 10 Sur, la parte sur de Santa Catarina está conformada por tierras agrícolas conocidas como los Llanos de Tláhuac, éstas son el límite con las anteriores colonias.

## Toponimia
El pueblo fue fundado en la época prehispánica. En el Período Posclásico Tardío fue conocida como Cuauhtli Itlacuayan, que se traduce como Comedero del águila. Durante la Colonia se le impuso el nombre que tiene actualmente.  
El vocablo Yecahuizotl ha tenido otras traducciones, Carlos Mancilla Castañeda menciona al menos otras tres variables: “Nariz del animal anfibio”, “Tierra de hormigas”. Y Una tercera de Yecahuizotl, de yecatl, nariz, se le conoce como “La tercera parte del camino de cañas o tierra de hormigas”. Sin embargo, todas estas interpretaciones son erróneas, pues "hormiga" es ázcatl (vocablo que no figura en el topónimo; "tierra de hormigas" sería Azcatlán, "lugar donde abundan las hormigas"), "nariz" no es yécatl sino yácatl (yécatl significa "agua límpida", de yectli: puro, límpido, y atl: agua) y lo de la tercera parte de un camino de cañas parece una confusión entre las palabras yey (tres), ácatl (caña) y otli (camino). Así considerado, la interpretación parecería ser "el ahuizote del agua clara"; según la formación de palabras nahuas, "Nariz del Ahuizote" sería Ahuizoyácatl.
Otros han propuesto que como en la antigüedad la Sierra de Santa Catarina fue conocida como "Sierra de Ahuizotl" que significa "animal anfibio" por parecer un animal emergiendo del agua, el volcán Guadalupe era la cabeza de este animal imaginario y al estar el pueblo en la falda sur sería imaginariamente la nariz del animal anfibio: Yecahuizotl.

## Geografía
El pueblo de Santa Catarina Yecahuízotl se encuentra al sureste del volcán Guadalupe — También conocido como El Borrego o Santa Catarina—, sobre lo que fue la ribera norte del lago de Chalco. Se encuentra a una altitud de 2240 m s. n. m. En general, el pueblo se encuentra en un terreno más o menos plano, con una elevación diferencial hacia el noroeste, por donde asciende la falda del Guadalupe. Su clima es templado con lluvias en verano. El clima es C(Wo)b, templado subhúmedo con lluvias en verano, de humedad media. El promedio anual de temperatura es de 15.7o centígrados, siendo la mínima de 8.3o C en invierno y la máxima 22.8o C en verano. El régimen de lluvias está ubicado entre la isoyeta de los 500mm y la isoyeta 700mm anuales de precipitación pluvial, correspondiendo mayor humedad hacia las tierras más altas. La lluvia se concentra entre los meses de junio a agosto.

## Historia
Santa Catarina Yecahuízotl fue conocida durante la época prehispánica como "Cuauhtli Itlacuayan". Cuauhtli Itlacuayan fue uno de los sujetos de Cuitláhuac que pasó a dominio de los mexicas cuando derrotaron a los cuitlahuacas. 
Una vez consumada la conquista el pueblo fue refundado y conocido como "Santa Catarina Cuauhtli Itlacuayan" y luego como "Santa Catarina Tlamazcantongo".
Ya en el siglo XVIII el pueblo de Santa Catarina Tlamazcantongo pasó a llamarse "Santa Catarina Mártir".
En 1924 adquirió el nombre actual de "Santa Catarina Yecahuízotl".
Hasta la década de 1960, Santa Catarina era un pueblo con poco contacto con el resto de la zona metropolitana. Además también es conocida como lugar de peces porque así se le conocía en el pasado por los aztecas.